# Forskning
| Forskning |
| --- |
| Forskningsdata på datorskärm och papper. - Betydelse – systematiskt arbete för att ta fram ny kunskap - Bakgrund – från 1850-talet (ordet forskning) - Andra ord – research, vetenskap |

Forskning är systematiskt arbete för att ta fram ny kunskap (ökat vetande). Ordet började användas i mitten av 1800-talet, och den används fortfarande parallellt med den äldre och lite mer allmänna beteckningen vetenskap; forskning syftar mer konkret på arbetet att ta fram ny kunskap, vetenskap ofta om hanteringen av denna kunskap. Ett alternativt ord för vissa typer av undersökningar är research.

## Definitioner
Forskning kan delas upp i akademisk forskning, industriell forskning, viss privatforskning med mera, som alla resulterat i vetenskaplig eller akademisk publicering. Organiserande av denna nya kunskap beskrivs ofta under paraplybegreppet vetenskap, som organiserar den ny kunskapen och presenterar den inom olika vetenskapliga discipliner.
Exempelvis är industriforskning vanligt inom läkemedelsindustrin, och leder ofta till patent som senare kan leda till produktutveckling. Akademisk forskning finansieras ofta av statsmakterna via dess myndigheter och stiftelser. Viktiga finansiärer är också insamlingar, bidrag från oberoende organisationer, fonder och privata finansiärer som inte kräver att få lägga beslag på forskningsresultaten för egen vinnings skull.
Begreppet forskning kan även användas mer icke-akademiskt omkring allt inhämtande och dokumentation av ny kunskap. Det kan vara olika typer av utredningar och privata forskningsprojekt – exempelvis släktforskning – som inte publiceras vetenskapligt. Inom journalistik, författande och polisutredningar används ofta det engelska lånordet research.
Inom universitets- och högskolevärlden ses forskning som en av två huvuduppgifter; den andra är utbildning. Fristående forskningsinstitut ägnar sig ofta åt forskning utan att ha något utbildningskrav på sig.
Definitionen av forskning är relevant för tillämpningen av vissa svenska lagar såsom Lag (2003:460) om etikprövning av forskning som avser människor. Denna lag betraktar forskning som "vetenskapligt experimentellt eller teoretiskt  arbete eller vetenskapliga studier genom observation, om arbetet eller studierna görs för att hämta in ny kunskap, och utvecklingsarbete på vetenskaplig grund". Lagtexten klargör sedan att forskning inte inkluderar "sådant arbete eller sådana studier som utförs endast inom ramen för högskoleutbildning på grundnivå eller på avancerad nivå".

### Tre inriktningar
En annan uppdelning av forskning är som grund- eller tillämpad forskning. Detta ledde 1970 fram till att man inom OECD enades om en gemensam terminologi baserad på tre inriktning – grundforskning, tillämpad forskning och utvecklingsarbete. De beslutade definitionerna av dess var:
- Grundforskning – "systematiskt och metodiskt sökande efter ny kunskap och nya idéer utan någon bestämd tillämpning i sikte"
- Tillämpad forskning – "systematiskt och metodiskt sökande efter ny kunskap och nya idéer med en bestämd tillämpning i sikte"
- Utvecklingsarbete – "verksamhet som systematiskt och metodiskt utnyttjar forskningsresultat och vetenskaplig kunskap" till "nya produkter, nya processer, nya system eller väsentliga förbättringar" av sådant som redan finns

Betydelsen av termen grundforskning har på senare år delats upp i flera delar. Dels finns den rena grundforskningen, utan restriktioner på forskningen. Dels finns den riktade grundforskningen, som mer har fokus att lägga grunden för en tillämpling.

## Typer och metoder

### Grundforskning
Grundforskning (även kallad för fundamental forskning) har som primärt mål att öka kunskap och teoretisk förståelse för de ingående variablerna. Grundforskning drivs av forskarens nyfikenhet och intresse, och har inte en uppenbar avnämare. Grundforskningen är ofta fri, i bemärkelsen att vem som får finansieringen inte styrs av statens eller industrins kortsiktiga intressen, utan av att arbetet bedöms som excellent av etablerade forskare, ofta med konservativa normer för vad som är god forskning. Den utförs ofta utan någon har satt ett praktiskt mål, men den kan dock resultera i oväntade upptäckter som kan ge upphov till praktiska tillämpningar.
Grundforskning lägger grunden för ytterligare forskning som i längden ska ge upphov till kunskap som kan tillämpas på något i praktiken. Med andra ord finns det ingen garanti för att grundforskning inom en kort tidsperiod ger upphov till tillämpningar. Utvecklingen har gått mot minskade medel till grundforskning.
Exempel på frågeställningar i grundforskning:
- Kan strängteorin ge fysiken en universellt förenande teori?
- Hur fungerar arvsmassan?
- Är det möjligt att bevisa eller motbevisa Goldbachs förmodan?

Historiskt anses grundforskning vara en verksamhet som föregår tillämpad forskning, som i sin tur föregår utveckling till praktiska föremål. Nu för tiden är det inte lika lätt att göra distinktionerna och ibland är alla tre steg en blandning. Det är särskilt fallet i områden som bioteknik och elektronik, där grundforskning görs tillsammans med arbete som syftar till att utveckla nya produkter.

### Forskningsmetoder
Målet med forskningsprocessen är att utveckla ny kunskap, som i sin tur kan anta tre olika former:
- Utforskande forskning, som formulerar nya problem
- Konstruktiv forskning, som utvecklar lösningar till ett problem
- Empirisk forskning, som testar en lösning genom empiriska bevis

Forskningsmetoder som ofta används:
- Kartografi
- Fallstudie
- Klassificering
- Erfarenhet
- Experiment
- Intervjuer
- Matematiska modeller
- Simulering
- Statistisk analys
- Statistiska undersökningar
- Etnografi

## Forskningsprocessen

### Finansiering
Statlig finansiering och företag är de vanligaste. Inom akademisk forskning existerar en stor konkurrens om anslag för forskning, vilket medför att många forskare tillbringar mycket tid med att söka anslag.

### Processfaser
I allmänhet följer forskning en viss strukturell process. Olika steg varierar beroende på ämnet och forskaren. Följande steg är generellt inkluderade både i grundforskning och tillämpad forskning:
- Vilket ämne som det handlar om
- Hypotes
- Insamling av data
- Analys av data
- Slutsatser

En hypotes som formuleras i ett forskningsprojekt kan aldrig bli bevisad utan enbart motbevisad. Däremot kan processen ge belägg. En hypotes kan genomgå flera omgångar av vetenskapliga test och bli vedertagen som "sann", men det är dock inte samma sak som att den är bevisad.
En användbar hypotes tillåter förutsägelser och att man inom rimlig tidsrymd kan verifiera att förutsägelsen är sann.

### Publicering
Akademisk forskning publiceras vanligtvis i vetenskapliga tidskrifter eller i böcker. De flesta etablerade vetenskapliga områden har sina egna tidskrifter för publicering. Nuförtiden publiceras allt fler vetenskapliga artiklar elektroniskt på internet istället för i tryckt format.

## Karriärsteg
En forskare befinner sig på något av flera särskilda steg i sin forskarkarriär. Denna kan inledas som doktorand eller på postdoktoral nivå. Forskaren kan verka som forskarassistent. Titlar för en forskare som undervisar kan vara docent, lektor eller professor.